# Isabelle Duchesnay
Isabelle Duchesnay (Aylmer, 18 december 1963) is een Canadees-Frans voormalig kunstschaatsster die uitkwam bij het ijsdansen. Ze nam met haar twee jaar oudere broer Paul Duchesnay deel aan twee edities van de Olympische Winterspelen: Calgary 1988 en Albertville 1992. De in Canada opgegroeide broer en zus vertegenwoordigden sinds 1985 hun moeders geboorteland, Frankrijk. In 1991 werden ze wereldkampioen. Een jaar later veroverden ze olympisch zilver bij de Olympische Winterspelen in Albertville.

## Biografie

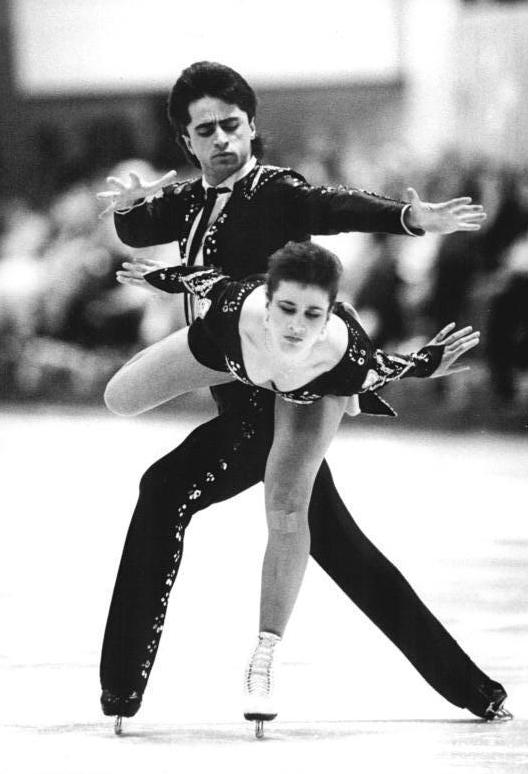
Isabelle en Paul Duchesnay (1989)

Isabelle Duchesnay en haar broer Paul hebben een Franse moeder en Canadese vader, waardoor ze een dubbele nationaliteit bezitten. Tot 1985 kwamen ze bij wedstrijden voor hun geboorteland uit. Ze begonnen met het paarrijden. Nadat Isabelle in 1978 bij een lift viel en een korte tijd bewusteloos was, besloten ze over te stappen naar het ijsdansen.
Teleurgesteld in de Canadese schaatsbond maakten ze in 1985 de beslissing om voortaan voor hun andere vaderland, Frankrijk, uit te komen. De twee vreesden achtergesteld te worden, zo vertelde Isabelle zes jaar later in een interview: "we hoorden via via dat de bond een ijsdanspaar uit Calgary wilde afvaardigen naar de Olympische Winterspelen van 1988 in die stad." De schaatsbond ontkende alle beschuldigingen. De Duchesnay's waren viervoudig Frans kampioen (1986-91) en behaalden begin jaren 90 de grootste successen.
Na brons en zilver werden ze in 1991 wereldkampioen bij het ijsdansen. Ze wonnen tevens drie medailles bij de Europese kampioenschappen: twee keer brons (1988, 1990) en één keer zilver (1991). Isabelle en Paul Duchesnay sloten in 1992 hun carrière af met olympisch zilver. Na de Olympische Winterspelen in Albertville gingen Isabelle en Paul Duchesnay nog enkele jaren door als professionele kunstschaatsers. Ze deden mee in ijsshows, totdat Paul in 1996 ernstig gewond raakte terwijl hij aan het skeeleren was. Ze beëindigden daarop meteen hun sportieve carrière.
Isabelle Duchesnay was van 1991 tot 1993 gehuwd met de Brit Christopher Dean, voormalig kunstrijder en destijds hun choreograaf.

## Belangrijke resultaten
tot 1992 met Paul Duchesnay (tot 1985 voor Canada uitkomend, daarna voor Frankrijk)
| Kampioenschap           | 82/83 | 83/84 | 84/85 |      | 85/86 | 86/87 | 87/88 | 88/89  | 89/90  | 90/91  | 91/92 |
| ----------------------- | ----- | ----- | ----- | ---- | ----- | ----- | ----- | ------ | ------ | ------ | ----- |
| Olympische Spelen       |       |       |       |      |       | 8e    |       |        |        | Zilver |       |
| Wereldkampioenschap     |       |       |       | 12e  | 9e    | 6e    | Brons | Zilver | Goud   |        |       |
| Europees kampioenschap  |       |       |       | 8e   | 5e    | Brons |       | Brons  | Zilver |        |       |
| Nationaal kampioenschap | 4e    | 4e    | Brons | Goud | Goud  |       |       | Goud   | Goud   |        |       |

- Bibliothèque nationale de France: cb12249640p (data)
- Gemeinsame Normdatei: 1125553286
- International Standard Name Identifier: 0000 0000 7831 4801
- Library of Congress Control Number: n95025178
- Virtual International Authority File: 4987404
- WorldCat: E39PBJqqx4pGTrk7GhYhjpBkjC